# Monika Sozanska
Monika Sozanska, née le 12 mars 1983 à Bolesławiec (Pologne), est une escrimeuse polonaise puis allemande. C'est sous les couleurs, et avec l'équipe nationale de l'Allemagne qu'elle a remporté ses principales médailles. Elle pratique l'épée et utilise une poignée crosse.

## Carrière
Monika et sa famille arrivent en Allemagne en 1994. Après avoir pratiqué la danse classique en Pologne, c'est dans son pays d'adoption qu'elle découvre l'escrime. C'est le sport que pratique son père, qui sera aussi son  maître d'armes dans son club d'Heidenheim.
Monika Sozanska se fait remarquer dès sa deuxième année parmi les seniors, en gagnant le Challenge international de Saint-Maur (alors disputé à l'épée, avant de changer pour le fleuret au cours de la saison 2014-2015) en 2005, puis obtenant deux podiums supplémentaires dans la foulée à Athènes (bronze) et Sydney (argent). Cela reste cependant son unique titre en individuel, avec trois finales perdues en Grand Prix et huit autres médailles de bronze en coupe du monde. Ses résultats individuels dans les grands championnats sont en deçà de ses performances durant la saison régulière. 
Souvent placée mais rarement médaillée dans les grands championnats, elle décroche sa première et unique médaille personnelle aux championnats d'Europe 2012, une médaille de bronze. Grâce à sa participations aux Jeux olympiques de Londres la même année, elle obtient le meilleur classement de sa carrière, 8e au terme de la saison. Durant l'épreuve individuelle, son parcours s'arrête en huitièmes de finale contre la demi-finaliste malheureuse Shin A-lam (9-15), après une victoire contre Violetta Kolobova (15-14).
Sa carrière par équipes est beaucoup plus riche, avec cinq médailles internationales dont quatre aux championnats du monde, et une supplémentaire aux championnats d'Europe, les plus marquantes étant les médailles d'argent aux championnats d'Europe 2008 et aux championnats du monde 2010, deux défaites en finale contre l'équipe de Roumanie, l'une des formations les plus fortes de cette période.
En 2020, la pandémie de covid-19 empêche Sozanska de repartir de Bali, Indonésie, où elle séjourne chez des amis. Son séjour, prévu pour une dizaine de jours avant son retour à la compétition internationale, se prolonge de plusieurs mois lorsqu'elle décide de renoncer à la possibilité d'utiliser un avion affrété par le gouvernement allemand, préférant céder sa place en jugeant sa situation moins difficile que d'autres de ses compatriotes. En octobre, elle annonce sa retraite sportive, quelques mois après avoir pris sa décision.

## Palmarès
- Championnats du monde d'escrime
  -  Médaille d'argent par équipes aux championnats du monde d'escrime 2010 à Paris
  -  Médaille de bronze par équipes aux championnats du monde d'escrime 2009 à Antalya
  -  Médaille de bronze par équipes aux championnats du monde d'escrime 2008 à Pékin
  -  Médaille de bronze par équipes aux championnats du monde d'escrime 2005 à Leipzig

- Championnats d'Europe d'escrime
  -  Médaille d'argent par équipes aux championnats d'Europe d'escrime 2008 à Kiev
  -  Médaille de bronze aux championnats d'Europe d'escrime 2012 à Legnano

## Classement en fin de saison
| Année | 2004 | 2005 | 2006 | 2007 | 2008 | 2009 | 2010 | 2011 | 2012 | 2013 | 2014 | 2015 | 2016 | 2017 | 2018 | 2019 | 2020 | 2021 |
| ----- | ---- | ---- | ---- | ---- | ---- | ---- | ---- | ---- | ---- | ---- | ---- | ---- | ---- | ---- | ---- | ---- | ---- | ---- |
| Rang  | 70   | 11   | 71   | 28   | 29   | 16   | 14   | 10   | 8    | 16   | 22   | 41   | 41   | 50   | 74   | 213  | 207  | 198  |